# Moarhof (Bad Feilnbach)
Der Moarhof in Altofing, einem Ortsteil der Gemeinde Bad Feilnbach im oberbayerischen Landkreis Rosenheim ist ein Bauernhaus.
Es ist ein geschütztes Baudenkmal. Der 1667 errichtet Einfirsthof zeichnet sich durch seinen Freskenschmuck aus. Es ist ein zweigeschossiger Flachsatteldachbau mit verputztem Blockbauobergeschoss, Laube, Hochlaube und verschaltem Giebel.
Im 20. Jahrhundert diente der Hof auch als Kinderheim.